# Bronte Cockburn
Bronte Cockburn (Fullarton, 14 giugno 1941) è un'ex cestista australiana.

## Carriera
Con l'Australia ha disputato i Campionati del mondo del 1957, segnando 57 punti in 6 partite.